# Michael Janyk
Michael Janyk (Vancouver, 5 de septiembre de 1982) es un esquiador canadiense que ha ganado 1 Medalla en el Campeonato del Mundo (1 de bronce) y tiene 1 pódium en la Copa del Mundo de Esquí Alpino.

## Resultados

### Juegos Olímpicos de Invierno
- 2006 en Turín, Italia
  - Eslalon: 17.º
- 2010 en Vancouver, Canadá
  - Eslalon: 13.º
  - Combinada: 26.º

### Campeonatos Mundiales
- 2005 en Bromio, Italia
  - Eslalon: 11.º
- 2007 en Åre, Suecia
  - Eslalon: 6.º
  - Combinada: 22.º
- 2009 en Val d'Isère, Francia
  - Eslalon: 3.º
  - Eslalon Gigante: 32.º
- 2013 en Schladming, Austria
  - Eslalon: 14.º

### Copa del Mundo

#### Clasificación general Copa del Mundo
- 2004-2005: 55.º
- 2005-2006: 61.º
- 2006-2007: 33.º
- 2007-2008: 101.º
- 2008-2009: 56.º
- 2009-2010: 25.º
- 2010-2011: 39.º
- 2011-2012: 59.º

#### Clasificación por disciplinas (Top-10)
- 2006-2007:
  - Eslalon: 7.º
- 2009-2010:
  - Eslalon: 9.º